# Урбанек, Роберт
Роберт Урбанек (пол. Robert Urbanek; род. 29 апреля 1987, Ленчица, Лодзинское воеводство) — польский легкоатлет, специалист по метанию диска. Выступает за сборную Польши по лёгкой атлетике с 2009 года, обладатель бронзовых медалей чемпионатов мира и Европы, победитель и призёр первенств национального значения, участник двух летних Олимпийских игр.

## Биография
Роберт Урбанек родился 29 апреля 1987 года в городе Ленчица, Польша.
Впервые заявил о себе в лёгкой атлетике на международном уровне в сезоне 2009 года, когда вошёл в состав польской национальной сборной и выступил на молодёжном европейском первенстве в Каунасе, где в зачёте метания диска стал седьмым.
Будучи студентом, в 2011 году представлял Польшу на Универсиаде в Шэньчжэне — метнул диск на 62,17 метра и занял итоговое пятое место.
В мае 2012 года на соревнованиях в немецком Галле установил свой личный рекорд — 66,93 метра, тогда как в июне на чемпионате Европы в Хельсинки с результатом 62,99 стал в финале седьмым. Благодаря череде удачных выступлений удостоился права защищать честь страны на летних Олимпийских играх в Лондоне — на предварительном квалификационном этапе метания диска показал результат 59,56 метра, чего оказалось недостаточно для выхода в финал.
На чемпионате мира в Москве метнул диск на 64,32 метра и занял шестое место.
В 2014 году был шестым на Континентальном кубке IAAF в Марракеше (60,27), завоевал бронзовую медаль на чемпионате Европы в Цюрихе (63,81).
В 2015 году в метании диска победил на командном чемпионате Европы в Чебоксарах (63,03), взял бронзу на чемпионате мира в Пекине (65,18) — здесь его обошли только соотечественник Пётр Малаховский и бельгиец Филип Миланов.
В 2016 году стал девятым на чемпионате Европы в Амстердаме (62,18). Выполнив олимпийский квалификационный норматив (65,00), благополучно прошёл отбор на Олимпийские игры в Рио-де-Жанейро — на сей раз метнул диск на 61,76 метра и вновь в финал не вышел.
После Олимпиады в Рио Урбанек остался действующим спортсменом на ещё один олимпийский цикл и продолжил принимать участие в крупнейших международных турнирах. Так, в 2017 году он победил на чемпионате Польши в Белостоке (65,29), был вторым на командном чемпионате Европы в Лилле (66,25), занял седьмое место на чемпионате мира в Лондоне (64,15).
В 2018 году стал серебряным призёром чемпионата Польши в Люблине (62,91), выступил на чемпионате Европы в Берлине (62,00).
На чемпионате мира 2019 года в Дохе показал результат 61,78 и в финал не вышел.
В 2020 году выиграл серебряную медаль на чемпионате Польши во Влоцлавеке (62,48).
В 2021 году взял бронзу на чемпионате Польши в Познани (62,33), стал вторым на домашнем командном чемпионате Европы в Хожуве (62,57).